# Tesorería General de la República (Chile)
La Tesorería General de la República (TGR) de Chile es el servicio público encargado de recaudar, custodiar y distribuir los fondos y 
valores fiscales, y en general, los de todos los servicios públicos. Debe, asimismo, efectuar el pago de las obligaciones del Fisco, y otros que le encomienden las leyes. Depende del Ministerio de Hacienda.
El Servicio de Tesorerías se compone de una Tesorería General, cuya sede está en la capital de la República, de Tesorerías Regionales en cada una de las regiones del país (13 en total) y por Tesorerías Provinciales (21 en total).

## Historia
La función de tesorería fiscal en Chile surge en 1541, cuando el conquistador Pedro de Valdivia (1497-1553) nominó en el cargo a Gerónimo de Alderete, como Primer Oficial Real, quien cumplió esta tarea hasta su muerte, en 1556.
En 1552 Pedro de Valdivia había encomendado a Gerónimo de Alderete viajar a España para confirmar ante el Rey-Emperador Carlos V, su nombramiento de Gobernador de Chile, por real cédula. También debía entregar al monarca el quinto real (en monedas de oro), como prueba de la riqueza producida en esta lejana provincia. Sin embargo, como consecuencia de la derrota de las fuerzas españolas en la batalla de Tucapel, a fines de
1553 Pedro de Valdivia cae prisionero y es ejecutado por la resistencia mapuche, liderada en ese momento por Lautaro.
Luego de conocida en España la noticia de la muerte de Pedro de Valdivia, Gerónimo de Alderete fue nombrado gobernador de la Provincia de Chile (marzo de 1555), pero no alcanzó a asumir este cargo porque durante el viaje de vuelta a Chile, se contagió con malaria y falleció en Panamá, el 7 de abril de 1556.
En el largo periodo de la Colonia, 19 altos funcionarios de confianza de los gobernadores españoles se sucedieron en el cargo de tesorero. Posteriormente, en medio de la inestabilidad política y social generada por la guerra de la Independencia, la función de tesorería quedó en interregno, hasta que el 2 de junio de 1817 el director Supremo de la naciente República de Chile, General Bernardo O´Higgins, creó el Ministerio de Hacienda y designó como ministro y a la vez Tesorero de la República a Hipólito Villegas.
Desde la declaración de la Independencia y durante la mayor del siglo XIX, la función de tesorería estuvo ligada al quehacer de los ministros de Hacienda, tanto en los gobiernos de los primeros jefes de Estado, llamados al inicio Directores Supremos, como en los gobiernos de los Presidentes de la República. La institución de Presidente de la República fue creada en 1826, con el mandato de Manuel Blanco Encalada, quien gobernó sólo algunos meses (desde el 9 de junio al 9 de septiembre de ese año). Luego, hasta el final del siglo XIX le sucedieron otros ocho Presidentes, periodo en el cual hubo nueve Tesoreros.
De este periodo destaca la labor del ministro de Hacienda Manuel Rengifo Cárdenas (1793-1845), quien desempeñó este cargo en los gobiernos de los Presidentes José Joaquín Prieto y en la primera parte del decenio de Manuel Bulnes. Esto es, entre los años 1831 y 1845. Rengifo, quien también fue empresario y diputado ejecutó el reordenamiento de las cuentas fiscales y perfeccionó el manejo de la hacienda pública.
En este contexto la Tesorería adquirió la experiencia para transformarse en un importante vehículo de financiamiento del Estado en los años posteriores, desde la aplicación de políticas para la recaudación eficiente de tributos, hasta la gestión de endeudamiento fiscal, mediante la emisión de instrumentos de deuda en el mercado local.
Otro hito ocurrido en el siglo XIX fue el cambio de Tesorería General por Dirección del Tesoro y Amonedación, en 1875, ocurrido bajo el gobierno del Presidente Federico Errázuriz Zañartu (1871-1876). Entre otras materias, este cambio tuvo por fin coordinar y supervisar las nacientes Tesorerías Provinciales y Departamentales. Además, en ese tiempo la función de amonedación cumplía el propósito de adquirir oro y plata para emitir moneda y papel moneda. Los ingentes gastos originados por la guerra del Pacífico (1879-1884) fueron en gran medida financiados por la emisión de deuda y de papel moneda, proveídos por la Dirección del Tesoro y Amonedación.
La enorme cantidad de tareas y responsabilidades asumidas por esta Dirección llevó a una reforma en 1883, con el fin de centralizar y simplificar las operaciones de contabilidad, recaudación y fiscalización de la deuda fiscal. De este modo se traspasaron tareas al Tribunal de Cuentas, siendo este último antecesor de la Contraloría General de la República, que se crearía en 1927.

siglo XX
La Tesorería General de la República, tal como se conoce hoy, fue creada el 5 de agosto de 1927, por el presidente Carlos Ibáñez del Campo. Junto con ello fue designado como primer tesorero general Augusto Merino Segura, quien desempeñó este cargo hasta 1930. Al momento de esta designación, Merino Segura era el gerente del Banco Español-Chile.
En los fundamentos del Decreto 1.708, que creó la institución, se establece que la entidad antecesora, conocida como Servicio de Tesorerías Fiscales (creado a su vez el 20 de enero de 1883), “no corresponde a las necesidades de la situación actual (…) cuya ley fue dictada con arreglo a las exigencias de su época, cuando sólo había un reducido movimiento de fondos fiscales y no había establecimientos bancarios en las distintas provincias del país”.
En su primer acápite, el Decreto 1.708 dispone la reorganización del Servicio de Tesorerías Fiscales y luego ordena la creación de la Tesorería General de la República, designando de inmediato como Tesorero General de la República a don Augusto Merino Segura. “El indicado funcionario propondrá el reglamento especial del servicio a su cargo y la planta, sueldo y atribuciones del personal que estime necesario”.
Por aquel entonces, dentro del Servicio existía una Dirección del Tesoro, cuyas secciones de Fondos, Ingresos y Egresos pasaron directamente a ser administradas por la nueva entidad. A su vez, aquella pasó a llamarse Dirección General de Especies Valoradas, entre cuyas unidades estaba la Sección de Timbres y Papel Sellado. En el mismo Decreto Presidencial se dispuso que esta unidad pasara a llamarse Dirección de Talleres de Especies Valoradas.
De manera simultánea con la creación de la Tesorería General de la República, y mediante el Decreto 1.730, el presidente Ibáñez dictó también el Reglamento Orgánico de la Dirección General de Impuestos Internos, con el propósito de “alcanzar el mejor rendimiento de las leyes tributarias de la República”.

Misión Kemmerer
La base de ambos decretos presidenciales, 1.708 y 1.730, fue el resultado del trabajo realizado por la Misión de Consejeros Financieros, contratada dos años antes por el gobierno del Presidente Arturo Alessandri Palma, que fue encabezada por el economista estadounidense Edwin W.Kemmerer.
Otras de las instituciones creadas en el marco del trabajo de esta Misión fueron el Banco Central de Chile, la Superintendencia de Bancos e Instituciones Financieras (entidad que desde 2019 fue absorbida por la Comisión para el Mercado Financiero, CMF) y la Contraloría General de la República.
Una importante reforma ocurrida en el siglo XX fue la del 22 de marzo de 1960, cuando se publica el Decreto con Fuerza de Ley (DFL) N° 179, firmado por el presidente Jorge Alessandri Rodríguez. Este Decreto procedió a reformar la estructura orgánica de la Tesorería General de la República y la posterior aprobación del Reglamento Orgánico del Servicio, mediante el Decreto de Hacienda N° 9.088, del 9 de agosto del mismo año.
Esta reforma dispuso de una mayor centralización de las funciones de Tesorería, mediante la creación de la Cuenta Única Fiscal, radicando ésta en el Banco Estado. Cabe señalar que esta Cuenta se había originado en el Decreto N° 187 del Ministerio de Hacienda, en 1928, pero estaba alojada en la entonces Caja Nacional de Ahorros.
La reforma de 1960 también dispuso la creación de nuevos departamentos operativos y la creación de cargos de asesores o asesoras del Tesorero o Tesorera General. También se eliminó el cargo de Subtesorero y se creó el de Inspector General.
Posteriormente, el Decreto Ley N° 1.263, de 1975, dispuso la creación en la Tesorería General de la República la Cuenta Única Tributaria, con el fin de registrar los movimientos tributarios de todos los contribuyentes, sean éstos personas naturales o personas jurídicas.
En el marco de la descentralización y regionalización del país, mediante el DFL N° 178, de 1981, se dispuso el traspaso de las Tesorerías Comunales a las municipalidades del país, quedando bajo la tuición de la Tesorería General de la República las Tesorerías Regionales y Provinciales. En ese momento eran 257 las Tesorerías Comunales. De este modo, la TGR enfocó su misión en optimizar su tareas de recaudación, distribución y custodia de los recursos del Tesoro Público.

Siglo XXI
Desde el siglo XX la Tesorería General de la República (TGR) mantiene una estructura de funcionamiento estándar, centrando sus tareas básicas en recaudación, distribución y custodia de los recursos financieros con que funciona el Estado de Chile. Con estos fines maneja y distribuye la caja fiscal, proveniente del Presupuesto de la Nación; administra los Fondos Soberanos, el Fondo Común Municipal y otros fondos de apoyo social; recauda todas las obligaciones tributarias de la ciudadanía; ejecuta a cobranza de estas obligaciones cuando no son pagadas a tiempo; paga los beneficios monetarios que ordena el gobierno; gestiona las inversiones financieras del Fisco y emite deuda soberana (bonos de Tesorería).
Cuenta con 53 oficinas a lo largo del país, desde Arica a Porvenir. De este total, 19 son Tesorerías Regionales, 30 corresponden a Tesorerías Provinciales y cuatro a oficinas de apoyo. 

Modernización tecnológica
En los últimos años la Tesorería ha desarrollado una profunda modernización tecnológica, destinada a mejorar la atención a los usuarios y contribuyentes. Este proceso fue profundizado en 2020, para enfrentar las restricciones de la pandemia del Covid 19. Gracias a las innovaciones que se habían iniciado en 2017, con la ampliación y renovación de la infraestructura computacional y la adopción de modernos sistemas de procesamiento de datos, la transformación tecnológica ha implicado una drástica reducción de la atención presencial, el cambio de tareas manuales por la digitalización, con la consiguiente eliminación del gasto en papel; y la creación de nuevos canales de atención virtual.
En 2023 la Oficina de Atención Virtual disponía de 32 botones de autoatención en línea, tomando como base el sitio web institucional (www.tgr.cl). Esta plataforma permite a los usuarios realizar la mayor parte de los trámites en forma remota, con costo cero, por prescindir del traslado físico a las oficinas.
Los canales de atención remota de la Tesorería se caracterizan por ofrecer seguridad, facilidad y bajo costo para los usuarios, lo cual explica que en 2023 más del 80% de la atención ciudadana la realizaba el Servicio a través de estos canales.

Tesoreros desde el Siglo xx:
| Tesorero/a General de la República | Desde | Hasta |
| ---------------------------------- | ----- | ----- |
| Augusto Merino Segura              | 1927  | 1930  |
| José Manuel Barriga Silva          | 1930  | 1932  |
| Carlos Castellón Bello             | 1932  | 1946  |
| Ignacio Lorca Garnham              | 1946  | 1957  |
| Ramón Avilés Beúnza                | 1957  | 1964  |
| Tomás Aguayo Mackers               | 1964  | 1970  |
| Enrique Allendes de la Cuadra      | 1970  | 1973  |
| Tomás Aguayo Mackers               | 1973  | 1980  |
| Carlos Mackenna Iñíguez            | 1980  | 1984  |
| Selim Carrasco Domínguez           | 1984  | 1985  |
| Gabriel Larroulet Ganderats        | 1985  | 1990  |
| Humberto Vega Fernández            | 1990  | 1994  |
| Roberto Cerri López                | 1994  | 2000  |
| Gianni Lambertini Maldonado        | 2000  | 2007  |
| Pamela Cuzmar Poblete              | 2008  | 2010  |
| Sergio Frías Cervantes             | 2011  | 2014  |
| Hernán Frigolett Córdova           | 2014  | 2018  |
| Ximena Hernández Garrido           | 2018  | 2022  |
| Hernán Nobizelli Reyes             | 2022  | -     |

## Funciones
El Servicio de Tesorerías tiene, entre otras, las siguientes funciones: 
- Recaudar los tributos y demás entradas fiscales, y las de otros servicios públicos, como asimismo, conservar y custodiar los fondos recaudados, las especies valoradas y demás valores a su cargo.
- Efectuar la cobranza coactiva sea judicial, extrajudicial o administrativa de los impuestos fiscales en mora, con sus intereses y sanciones; las multas aplicadas por autoridades administrativas; los créditos fiscales a los que la ley dé el carácter de impuesto para los efectos de su recaudación; y los demás créditos de cualquiera naturaleza que tengan por causa o motivo el cumplimiento de obligaciones tributarias cuya cobranza se encomiende al Servicio de Tesorerías.
- Efectuar el pago de las obligaciones fiscales y, en general, las de las entidades del sector público que las leyes le encomienden.
- Centralizar y administrar los fondos de los servicios e instituciones públicas, en la Cuenta Única Fiscal, en el Banco del Estado de Chile.
- Distribuir los fondos fiscales de acuerdo con las necesidades de los distintos organismos públicos y en conformidad a las disposiciones legales y reglamentarias.
- Efectuar las emisiones de bonos u otras obligaciones que las leyes dispongan; aceptarlos o endosarlos; ordenar su colocación y distribuir los valores que se obtengan de dichas emisiones, según corresponda.
- Mantener bajo su custodia las especies valoradas fiscales para su venta al público por intermedio de las Tesorerías Regionales y Provinciales, y proceder a su entrega a otras reparticiones legalmente autorizadas.
- Recibir y conservar toda clase de instrumentos de garantía extendidos a favor del Fisco.